# Daniel Cohen (Ökonom)
Daniel Cohen (* 16. Juni 1953 in Tunis; ✡ 20. August 2023 in Paris) war ein französischer Wirtschaftswissenschaftler.

## Leben
Seine Eltern waren Mediziner und Apothekerin, er besuchte das Lycée Carnot in Tunis. Er studierte an der École normale supérieure de la rue d’Ulm von 1973 bis 1979 und schloss mit der Agrégation (Diplom für das höhere Lehramt) in Mathematik ab. Danach studierte er Wirtschaftswissenschaften an der Universität Paris X, welches er mit der Promotion 1986 abschloss. Parallel studierte er an der Universität Harvard als Visiting Scholar 1981/1982 und 1983/1984.

## Werk
Er war Professor für Wirtschaftswissenschaften der École normale supérieure, teilweise auch ihr Dekan. Er war Gründungsmitglied und Präsident der École d’Économie de Paris (Paris School of Economics). Er war Co-Direktor des International Macroeconomics programme der CEPR (Centre for Economic Policy Research) von 1992 bis 1999. Dort arbeitete er auch mit Thomas Piketty zusammen und unterrichtete Esther Duflo.

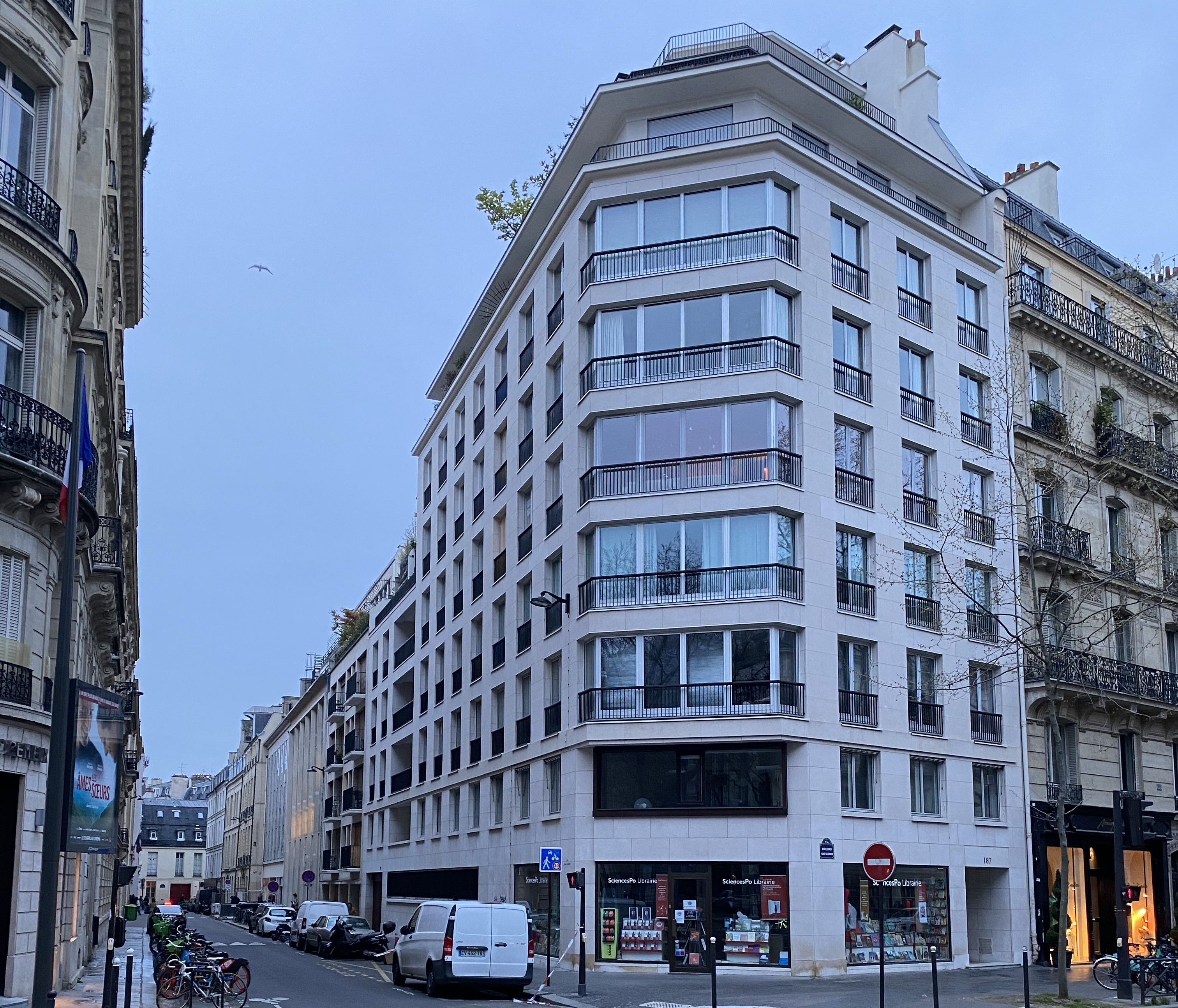
CEPR Paris

Seine Veröffentlichungen Private Lending to Sovereign States, Our Modern Times and The Wealth of the World and Poverty of Nations befassten sich auch mit den sozialen Auswirkungen der Wirtschaft. Dazu veröffentlichte er auch regelmäßig in Publikumszeitschriften wie L’Obs und Le Monde. Er war Berater der Bank Lazard, in dieser Funktion beriet er den griechischen Ministerpräsidenten Giorgos A. Papandreou und den Präsidenten von Ecuador Rafael Correa  in den Verhandlungen in der jeweiligen Schuldenkrise. Er war auch Berater von Präsident François Hollande.

## Veröffentlichungen
- Monnaie, Richesse et Dette des Nations, Editions du CNRS, 1987.
- Private Lending to Sovereign States, MIT Press, 1991.
- Les infortunes de la Prospérité, Paris: Julliard, 1994. (The Prosperity of Vic, MIT Press).
- Richesse du monde, pauvretés des nations, Flammarion, 1997 (The Wealth of the World and the Poverty of Nations, MIT Press).[2]
- Nos Temps Modernes, Flammarion, 2000 (Misfortunes of Prosperity, MIT Press).
- La mondialisation et ses ennemis, 2004, Paris, Grasset (Globalization and Its Enemies, MIT Press).
- Trois leçons sur la société post-industrielle, Sept 2006, Paris, Seuil.(Trad. esp.: Tres lecciones sobre la sociedad postindustrial, Buenos Aires/Madrid, Katz editores S.A, 2007, ISBN 978-84-96859-05-0)
- 27 Questions d'économie contemporaine (Tome 1), under the direction of Philippe Askenazy and Daniel Cohen 2008
- La Prospérité du vice, Une introduction (inquiète) à l'économie 2009
- 16 nouvelles questions d'économie contemporaine (Tome 2), with Philippe Askenazy and Daniel Cohen 2010

## Ehrungen und Auszeichnungen
- Laureat of the Association française de sciences économiques (Französischer Verband der Wirtschaftswissenschaften) (1987)
- American Express Special Merit Award (1987)
- Le Nouvel économiste (Wirtschaftszeitschrift) „Economist of the Year“ (1997)
- Prix Léon Faucher from the Académie des sciences morales et politiques (Akademie der Moral- und Politikwissenschaften)  (2000)
- Prix du Livre d’économie (Wirtschaftsbuchpreis)  (2000)
- Prix Synapsis for the book Mutation et travail (2000)
- Chevalier de la Légion d’honneur (Ritter der Ehrenlegion) (2001)
- Brussels Lectures in Economics (College of Europe) (2003)

Der französische Präsident Emmanuel Macron verfasste einen Nachruf in Le Monde: „Daniel Cohen était un professeur. Un homme d’idéal et de transmission. De débats et d’engagement. Nous perdons un grand intellectuel, un économiste qui fit rayonner notre recherche française, un humaniste sincère.“ (Daniel Cohen war Lehrer. Ein Mann voller Ideale und Weitergabe. Debatten und Engagement. Wir verlieren einen großen Intellektuellen, einen Ökonomen, der unserer französischen Forschung Glanz verliehen hat, einen aufrichtigen Humanisten)